# Emmanuel Fontaine
Pour les articles homonymes, voir Fontaine.
Emmanuel Fontaine, né à Abbeville le 8 décembre 1856 et mort à Commercy le 21 septembre 1935, est un sculpteur français.

## Biographie
Actif dans le quartier du Montparnasse, Emmanuel Fontaine est élève de François Jouffroy, Alexandre Falguière, Antonin Mercié et Louis Noël à l'École des beaux-arts de Paris). Il expose des médaillons et des bustes au Salon de Paris de 1877 à 1882. Ses sculptures obtiennent une mention honorable en 1887, une médaille de troisième classe en 1893 (pour le marbre À l'eau, Porthos !), de deuxième classe en 1896, d'argent en 1900, de première classe en 1904. Il est nommé chevalier de la Légion d'honneur en 1910 et est classé hors-concours en 1922.
La statue de bronze de son Monument à Jacques Boucher de Perthes, érigée place du Pilori à Abbeville en 1907 et inaugurée le 7 juin 1908, sera fondue par l'occupant allemand au cours de la Seconde Guerre mondiale.
Prisca Hazebrouck retient dans l'œuvre le Gisant des amoureux, sépulture en bronze située au cimetière de la Chapelle à Abbeville (« le monument le plus étonnant du cimetière ») et représentant « des amoureux se tenant par la main », côte à côte, auxquels Emmanuel Fontaine a dessiné des traits expressifs et apaisés : « Un sourire à peine esquissé flotte sur les lèvres de la jeune femme qui tourne légèrement la tête vers son époux ». S'il est établi que la concession a été achetée en 1866 par l'Abbevillois Adolphe Masse, l'absence totale de mention d'inhumation pour cet emplacement, l'absence de toute inscription sur la sépulture, en font un monument où la beauté s'allie au mystère.
Emmanuel Fontaine a conçu des monuments aux morts pour le département de la Somme après la Première Guerre mondiale. Mort le 21 septembre 1935, il repose au cimetière de la Chapelle d'Abbeville.

## Œuvres dans les collections publiques

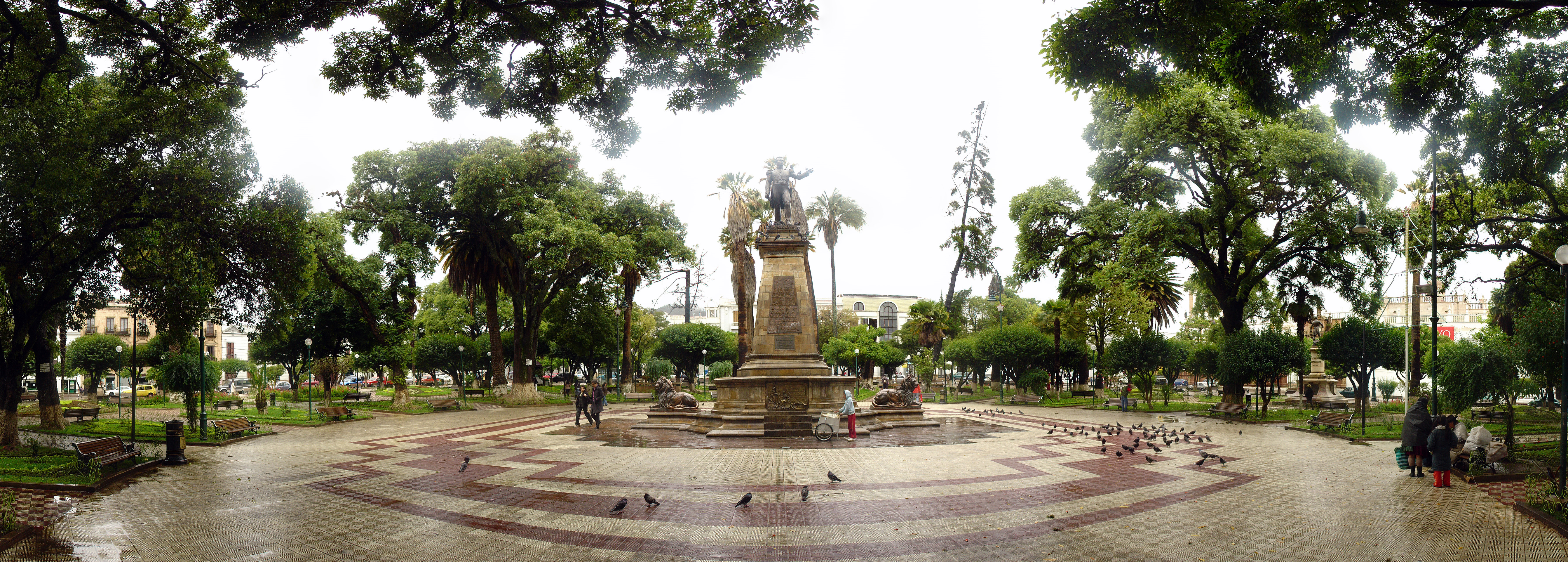
Le Monument à Antonio José de Sucre (1908) au centre et le Monument à José Bernardo de Monteagudo (1906) à droite, Sucre (Bolivie), plaza 25 de Mayo.

### Bolivie
- Sucre, plaza 25 de Mayo (es) : 
  - Monument à José Bernardo de Monteagudo, 1906, statue en bronze[5].
  - Monument à Antonio José de Sucre, 1908, statue en bronze[6].

### États-Unis
- San José, université de Santa Clara, musée de Saisset : À l'eau, Porthos !, bronze[7].

### France
- Abbeville :

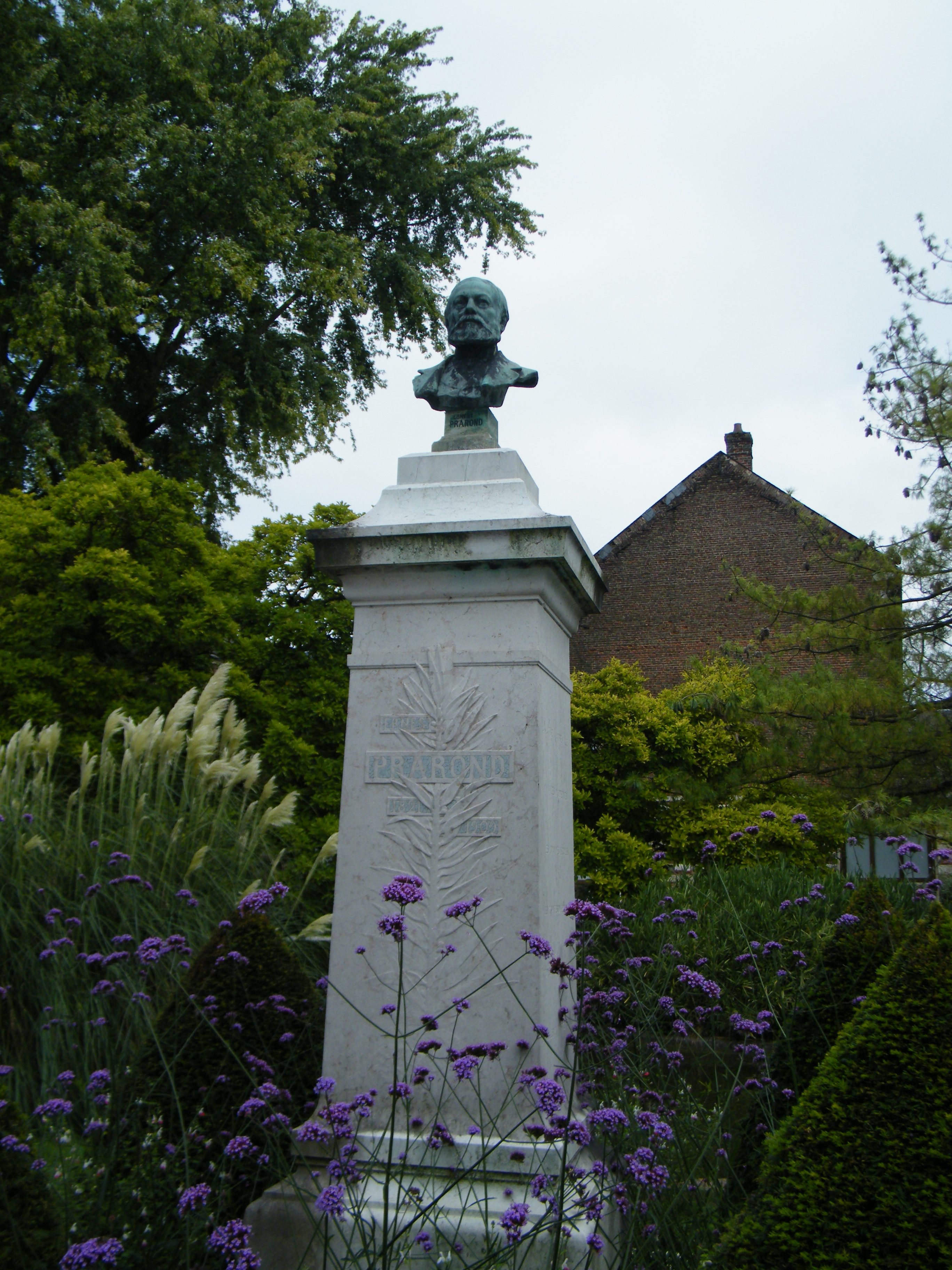
Monument à Ernest Prarond, Abbeville, parc d'Emonville.

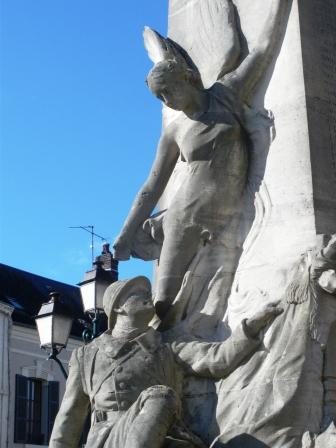
Monument aux morts de Rue (détail).

  - beffroi : La Mort d'Enguerrand Ringois (marin né à Abbeville, il refuse l'allégeance au roi Édouard III d'Angleterre devenu comte de Ponthieu par le traité de Brétigny et, condamné à mort en 1368 pour pillage sur les côtes anglaises et insurrection contre la couronne, il est jeté du haut de la falaise à Douvres), 1887, bas-relief en bronze[8].
  - cimetière : Monument funéraire de l’amiral Courbet, 1890[9],[10].
  - cimetière : Médaillon en marbre du poète et historien Ernest Prarond.
  - cimetière : Médaillon du manufacturier abbevillois Jean-Antoine Vayson[3].
  - cimetière : Gisant des amoureux[4].
  - parc d'Emonville : Buste en bronze d'Ernest Prarond[11].
  - musée Boucher-de-Perthes : Maquette d'une statue en pied de Jacques Boucher de Perthes, plâtre, 1906[12].
- Compiègne, musée Antoine-Vivenel : À l'eau, Porthos !, statuette en bronze[7].
- Crécy-en-Ponthieu : Monument à Jean de Luxembourg, 1905[13].
- Doullens, musée Lombart : Monument aux enfants morts pour la patrie.
- Esbly, place du centre de loisirs, Buste du Commandant Ernest Stanislas Berthault, 1899.
- Mers-les-Bains : Monument aux morts, statue en pierre de Chauvigny, 1922 (commandée le 3 septembre 1921)[14].
- Paris :
  - cimetière du Père-Lachaise :
    - Pierre Bedalle de La Pommeraye, 1894, buste en bronze ornant la tombe du littérateur[15] ;
    - Henri de La Pommeraye, buste ornant sa tombe (6e Division)[16].

  - jardin du Luxembourg : À l'eau, Porthos !, 1893, groupe en marbre[7],[17].
  - musée Carnavalet :
    - Portrait en médaillon de Louis XVI[18].
    - Portrait en médaillon de Marie-Antoinette[19].
    -  Portrait en médaillin de César Le Tellier, duc d'Estrées[20].
- Rue : Monument aux morts, 1921[14].
- Saint-Étienne, musée d'Art moderne et contemporain de Saint-Étienne Métropole, Léda et le cygne (également titré Premier frisson), sculpture, ivoire, bronze doré, améthyste, métal, verre et miroir, 1907[21].
- Saint-Germain-en-Laye, musée d'Archéologie nationale : Buste de Jacques Boucher de Perthes[22].
- Saint-Riquier : Monument aux morts, 1920 (inauguré le 10 octobre 1920)[14]. Le coq en bronze, œuvre d'Emmanuel Fontaine qui coiffait le monument, a aujourd'hui disparu, dérobé en 2011.
- Terramesnil : Monument aux morts[23].
- Vers-sur-Selle, Buste en bronze d'Emmanuel Bourgeois, aujourd'hui disparu (fondu par le régime de Vichy)[24].
- Vron : Monument aux morts.

## Galerie

Œuvres d'Emmanuel Fontaine
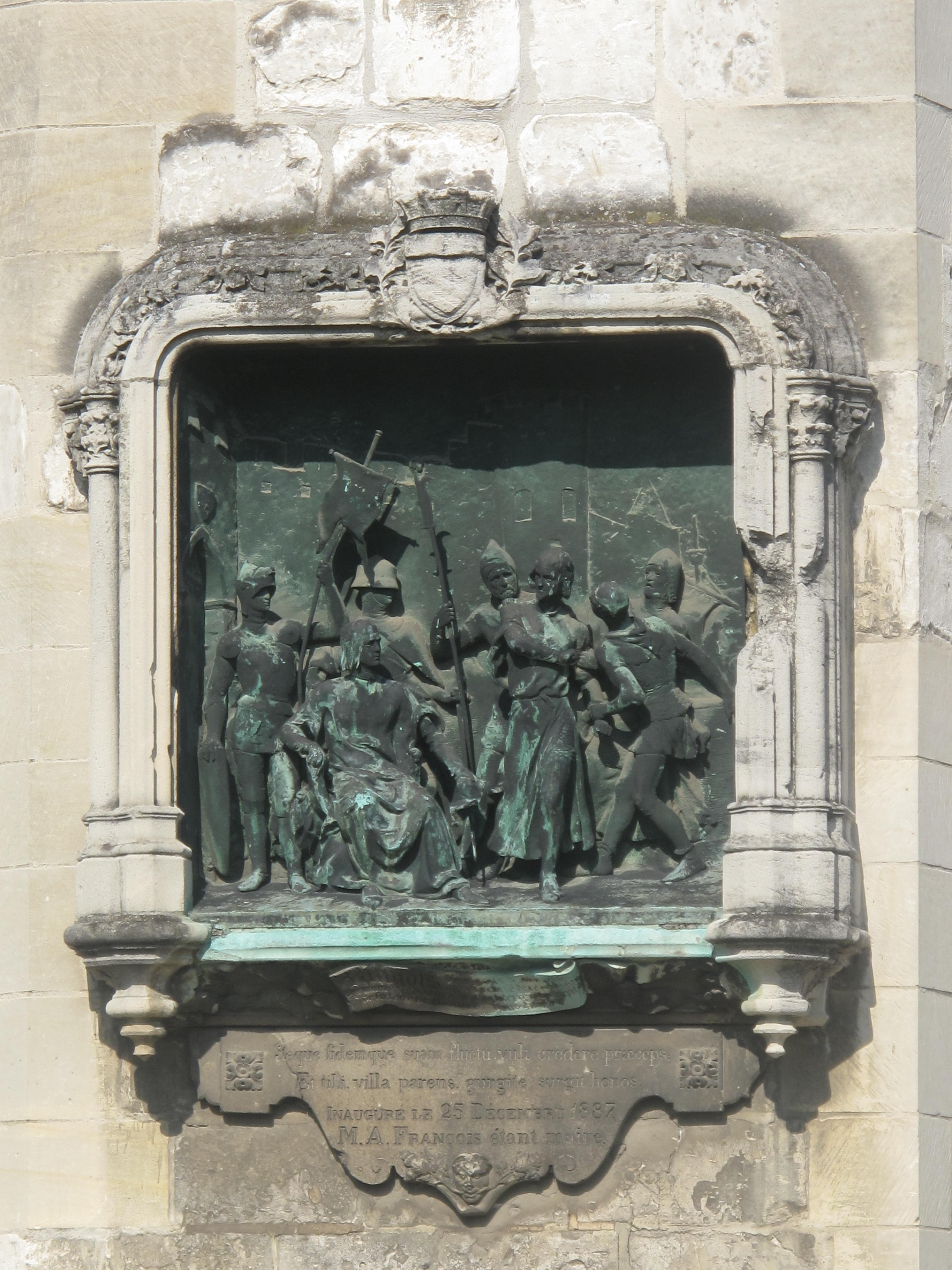
La Mort d'Enguerrand Ringois (1887), bas-relief en bronze, beffroi d'Abbeville.
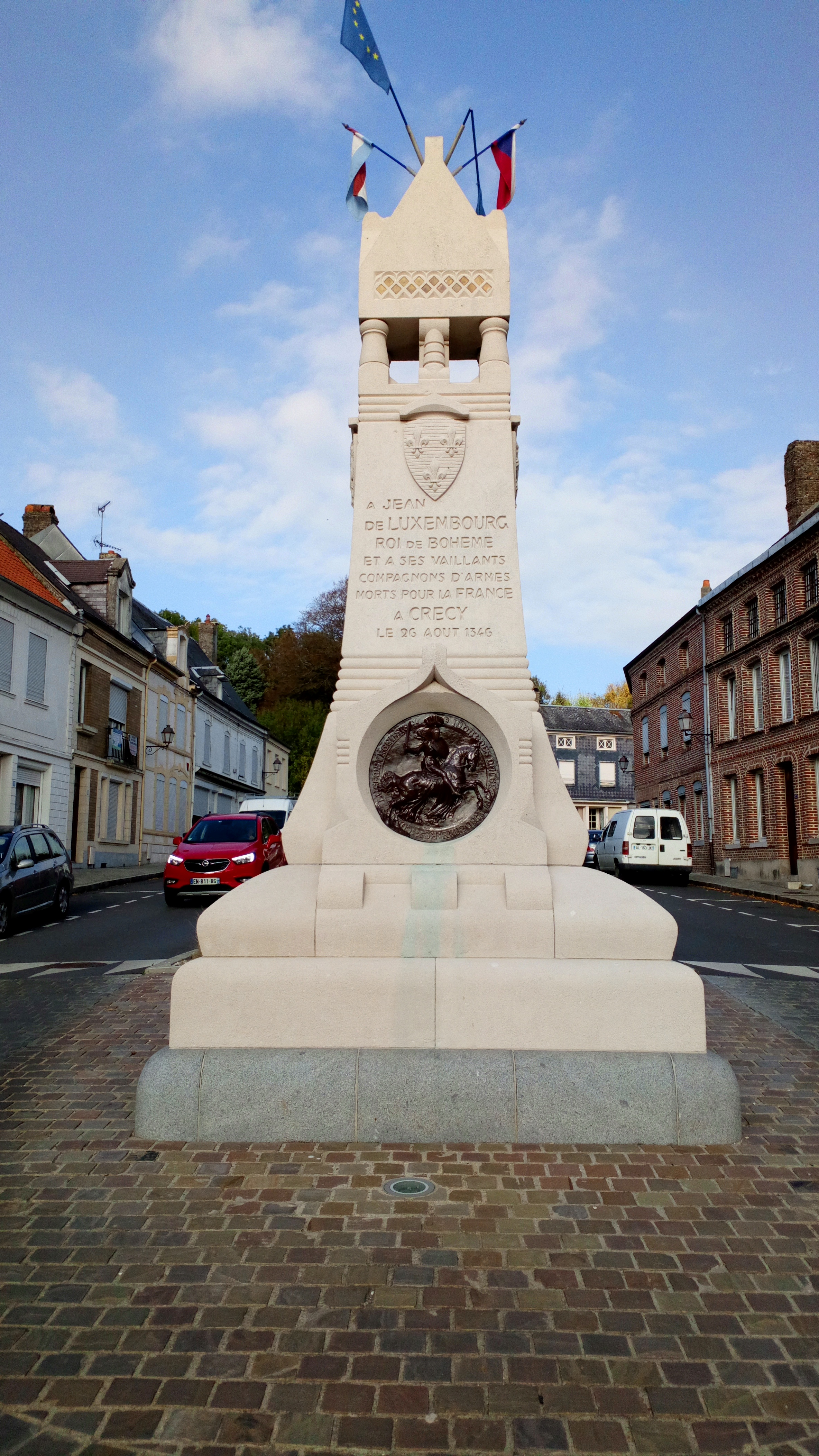
Monument à Jean de Luxembourg, Crécy-en-Ponthieu.
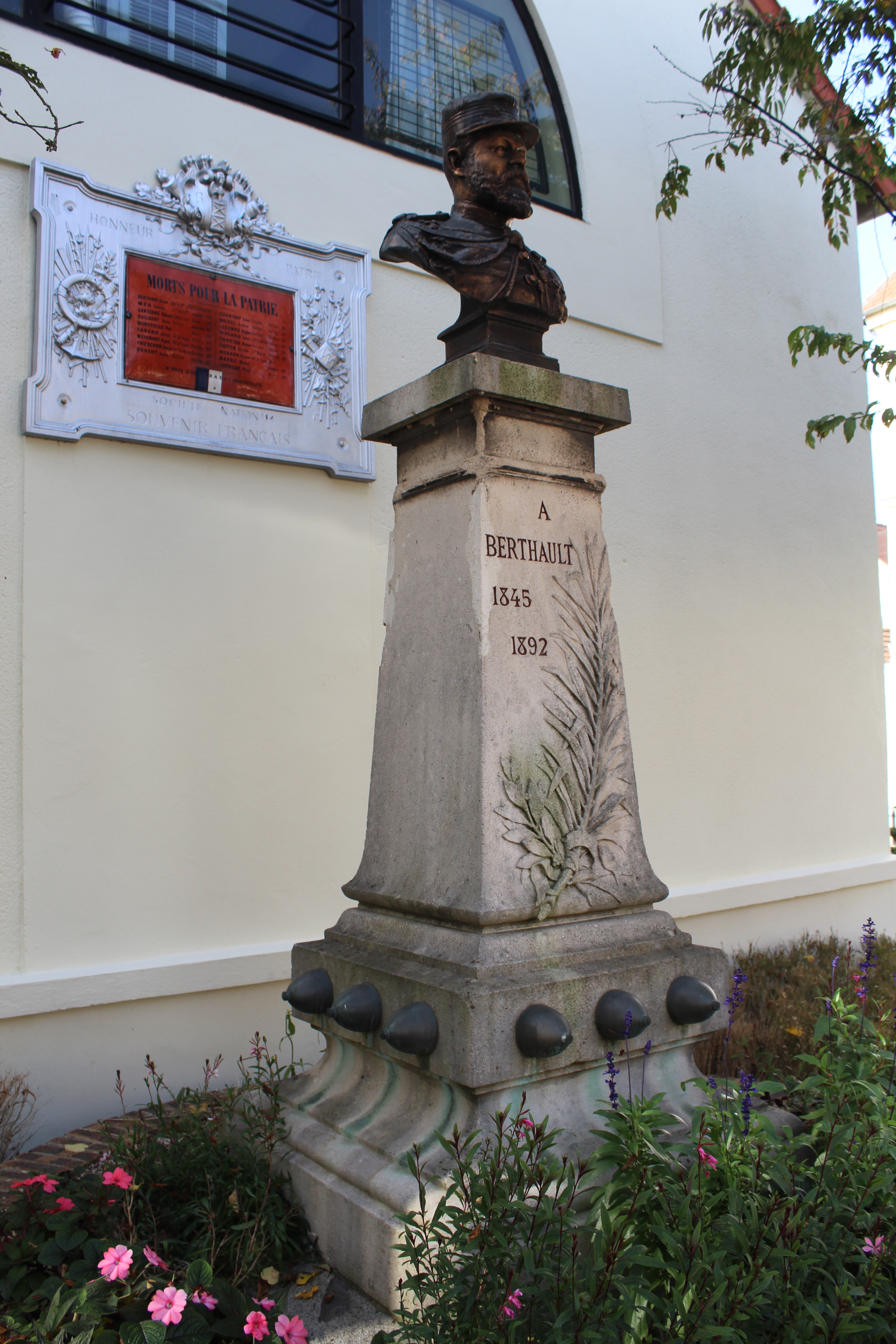
Monument au commandant Ernest Stanislas Berthault, Esbly.
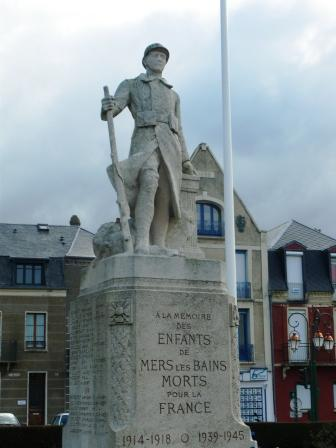
Monument aux morts de Mers-les-Bains.
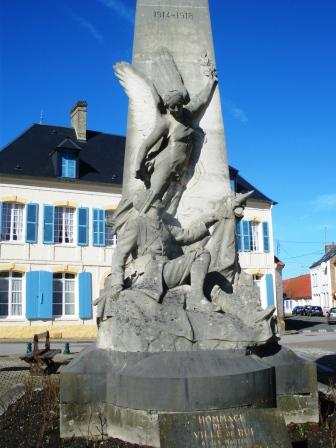
Monument aux morts de Rue.
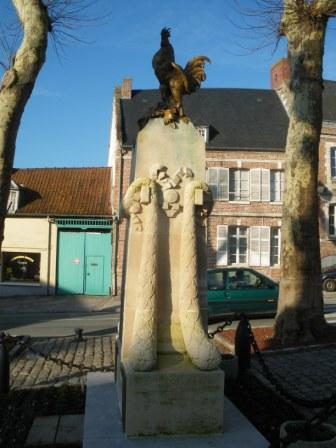
Monument aux morts de Saint-Riquier (le Coq a disparu).
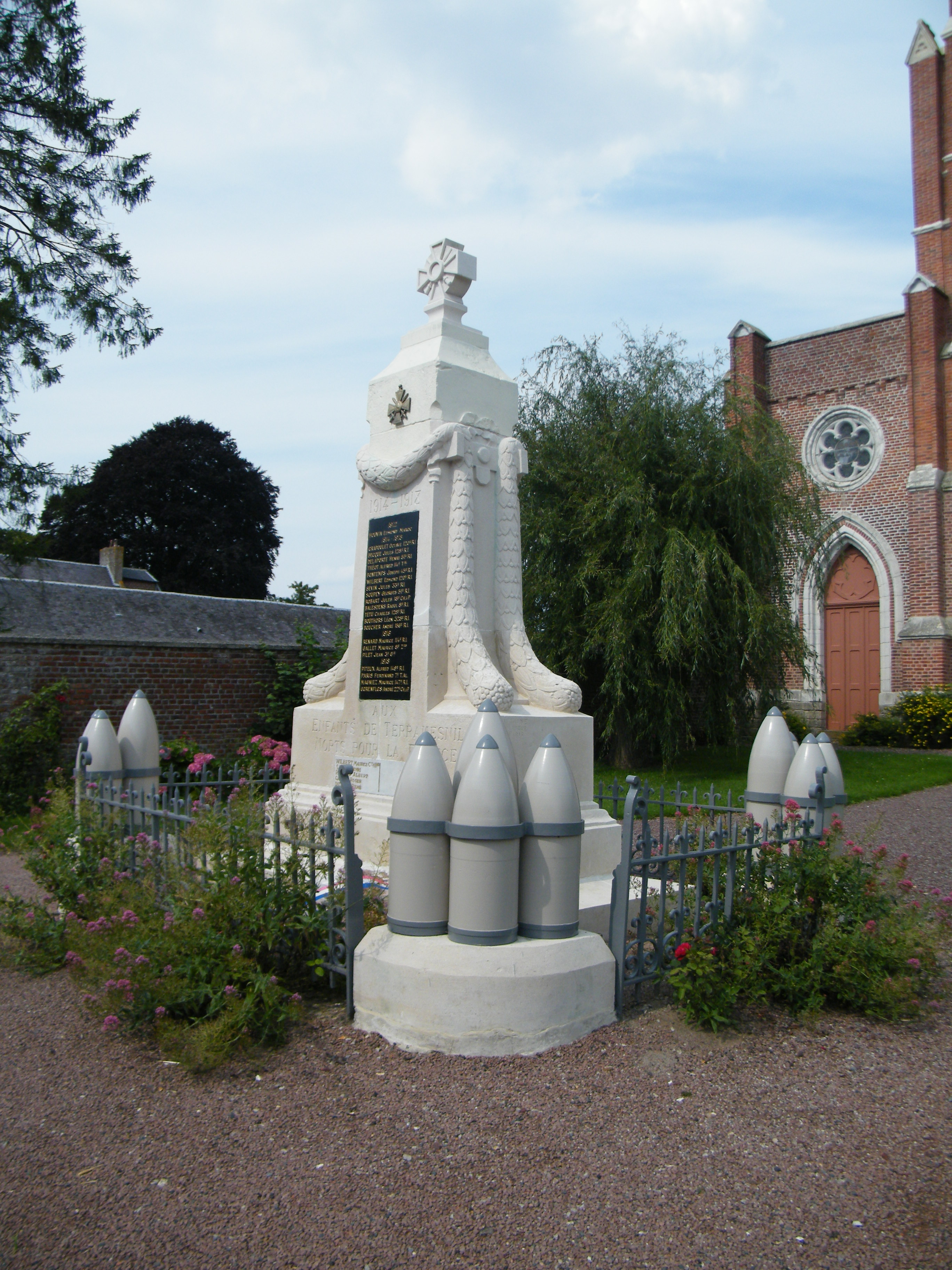
Monument aux morts de Terramesnil.
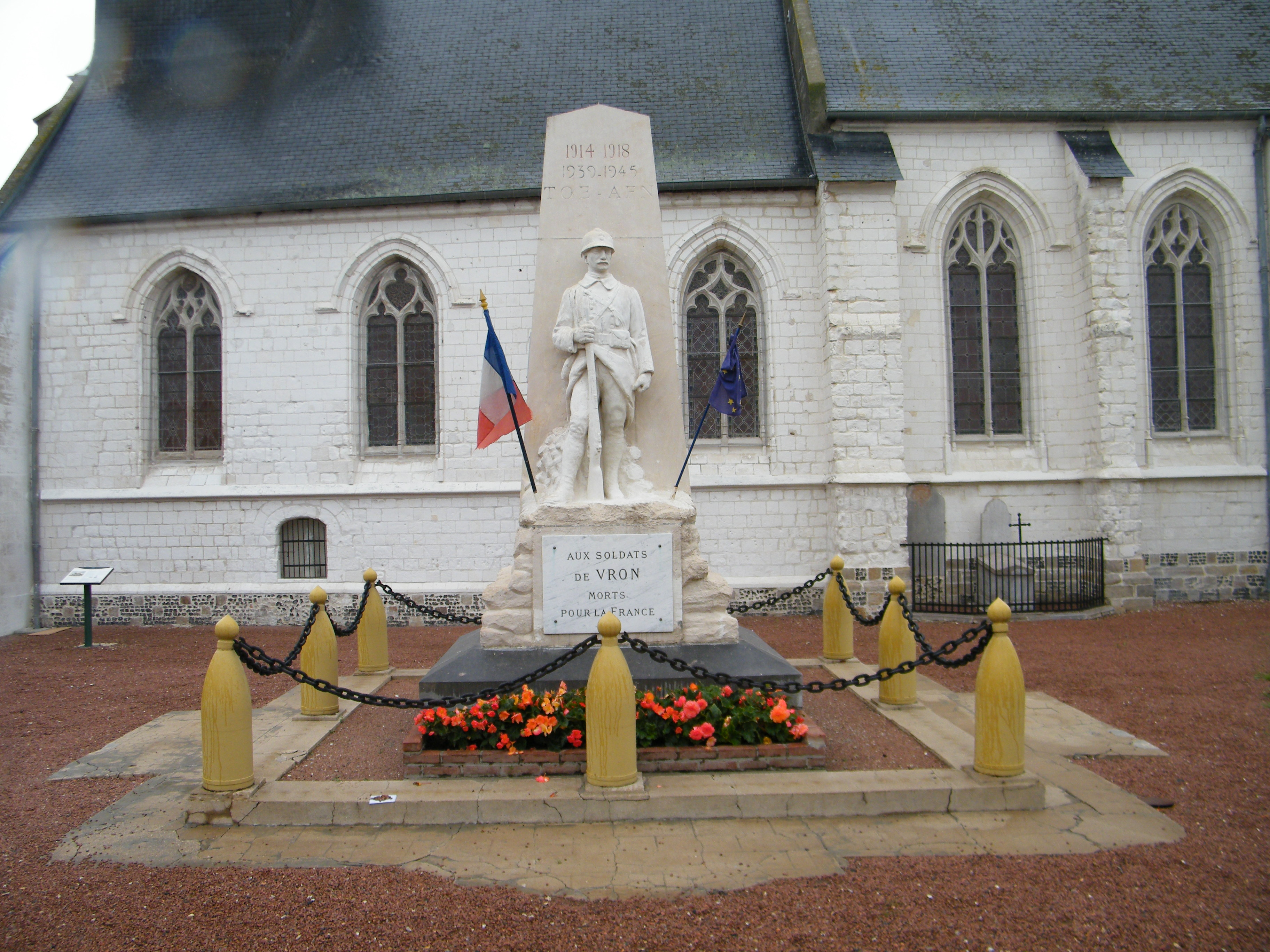
Monument aux morts de Vron.

## Expositions
- Considérer le monde, musée d'Art moderne et contemporain de Saint-Étienne Métropole, de novembre 2017 à septembre 2018.

## Élèves
- Louis Barillet (1880-1948)[25].
- Paul-François Berthoud (1870-1939).
- Lucien Lafaye (1896-1975)[26].